# Ahnfeltia
Ahnfeltia Fries, 1836   é o nome botânico de um género de algas vermelhas pluricelulares da ordem Ahnfeltiales.

## Sinonímia
- Porphyrodiscus Batters, 1897
- Sterrocolax F. Schmitz, 1893

## Espécies
Atualmente 8 espécies são taxonomicamente aceitas:
- Ahnfeltia concinna J. Agardh, 1847 (= Ahnfeltiopsis concinna (J. Agardh) P.C. Silva & DeCew, 1992)
- Ahnfeltia elongata Montagne, 1852
- Ahnfeltia fastigiata (Endlicher) Makienko, 1970
- Ahnfeltia plicata (Hudson) Fries, 1836
- Ahnfeltia setacea (Kützing) Schmitz, 1893
- Ahnfeltia svensonii W.R. Taylor, 1945
- Ahnfeltia tobuchiensis (Kanno & Matsubara) Makienko, 1970
- Ahnfeltia torulosa (J.D. Hooker & Harvey) J. Agardh, 1876
- Ahnfeltia yinggehaiensis B.-M. Xia & Y.-Q. Zhang, 2000